# Lijst van aartsbisschoppen van Lyon

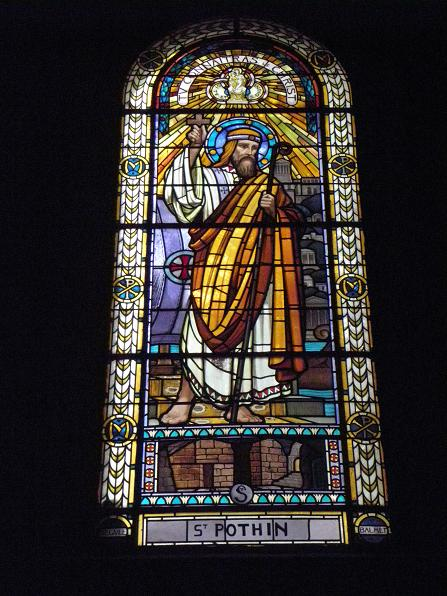
Photinus (raamschildering in de Kerk van Saint Pothin te Lyon)

Dit is een lijst van bisschoppen en aartsbisschoppen van Lyon, met als zetel de cathédrale Saint-Jean-Baptiste-et-Saint-Étienne. Eeuwenlang hadden zij ook de wereldlijke macht in de streek van Lyon. 
- ca. 150-177 : Photinus van Lyon
- 177-202 : Ireneüs van Lyon
- Zacharias van Lyon
- Helius van Lyon
- Faustinus
- Verus van Lyon
- Julius van Lyon
- Ptolemeüs van Lyon
- 314 : Vocius
- Maximus van Lyon
- Tetradius van Lyon
- Virisimus
- ca. 374-381 : Justus van Lyon
- Albinus van Lyon
- Martinus van Lyon
- Antiochus van Lyon
- Elpidius
- Sicarius
- 435-450 : Eucherius
- 451-491 : Patiëns van Lyon
- 492-493 : Lupicinus
- 494 : Rusticus
- Stefanus van Lyon
- 517 : Viventiolus
- 538 : Lupus van Lyon
- 542-544 : Leontius van Lyon
- 545-551 : Sacerdos van Lyon
- 552-573 : Nicetius van Lyon
- 573-585 : Priscus van Lyon
- 586-602 : Etherius
- 602-603 : Secundinus
- 603-611 : Aridius
- 625 : Theoderik van Lyon
- 643 : Ganderik
- 645 : Viventiolus II
- 650 : Ennemond
- 678 : Genesius
- 681-690 : Lambert van Lyon
- 693-715 : Godvuin
- 717-744 : Foucaud
- 754-767 : Madalbert
- 768-798 : Adon van Lyon
- 798-814 : Leidrad van Lyon
- 814-840 : Agobard
- 840-852 : Amolon
- 852-875 : Remigius I
- 875-895 : Aurelianus van Lyon
- 895-904 : Alwala
- ca. 905 : Bernard van Lyon
- 906-915 : Auxterives
- ca. 920 : Remigius II
- 926 : Anscherik
- 928-948 : Gwijde I
- 949-956 : Burchard I van Lyon (Welfen)
- 956-978 : Amblard
- 979-1031 : Burchard II van Lyon (Welfen)
- ca. 1040 : Odolrik
- 1046-1050 : Halinard
- Filips I van Lyon
- ca. 1063-1065 : Godfried van Vergy
- 1065-1076 : Humbert I
- 1077-1085 : Jubinus
- 1085-1106 : Hugo
- 1110-1118 : Gaucerand
- 1118-1128 : Humbaud
- 1128-1129 : Renaud I
- 1131-1139 : Peter I van Lyon
- 1139-1141 : Fulk van Lyon
- 1142-1147 : Amedeus I
- 1148-1152 : Humbert II
- 1153-1163 : Heraclius van Montboissier
- 1163-1165 : Drogo
- 1165-1180 : Guichard
- 1181-1193 : Jan I
- 1193-1226 : Renaud II van Forez
- 1127-1233 : Robert van Auvergne
- 1235-1236 : Raoul de Pinis of de La Roche-Aymon
- 1236-1246 : Aimeric de Rives
- 1246-1267 : Filips II
- 1272-1273 : Peter II, de latere paus Innocentius V
- 1274-1282 : Adhemar van Roussillon
- 1284-1287 : Raoul II
- 1287 : Peter III van Aosta
- 1288-1294 : Béraud de Got
- 1296-1301 : Hendrik I
- 1301-1308 : Lodewijk van Villars
- 1308-1332 : Peter IV
- 1333-1340 : Willem I
- 1340-1342 : Gwijde II
- 1342-1354 : Hendrik II
- 1356-1358 : Raymond Saquet
- 1358-1365 : Willem II van Thurey
- 1365-1375 : Karel I, was ook graaf van Alençon als Karel III
- 1375-1389 : Johan II
- 1389-1415 : Filips III
- 1415-1444 : Amedeus II
- 1444-1446 : Godfried II
- 1446-1447 : Jean de Bourbon, administrator
- 1447-1488 : Karel II, was ook hertog van Bourbon als Karel II
- 1488-1499 : Hugo II
- 1499-1500 : André d'Espinay
- 1501-1536 : Frans II
- 1537-1539 : Jan III
- 1539-1551 : Hippolyt van Este
- 1551-1562 : Frans II
- 1562-1573 : Anton I
- 1573-1599 : Peter IV
- 1600-1603 : Albert de Bellièvre
- 1604-1612 : Claude I
- 1612-1626 : Denis-Simon de Marguemont
- 1627-1628 : Karel III
- 1628-1653 : Alphonse-Louis du Plessis de Richelieu
- 1653-1693 : Camille de Neufville de Villeroy
- 1693-1714 : Claude de Saint-Georges
- 1715-1731 : François-Paul de Neufville de Villeroy
- 1731-1740 : Charles-François de Châteauneuf de Rochebonne
- 1740-1758 : Pierre Guérin de Tencin
- 1758-1788 : Anton II
- 1788-1790 : Yves-Alexandre de Marbeuf
- 1791-1794 : Antoine-Adrien Lamourette
- 1798-1802 : Claude-François-Marie Primat
- 1802-1839 : Joseph Fesch
- 1839-1870 : Louis-Jacques-Maurice de Bonald
- 1871-1875 : Jacques-Marie-Achille Ginoulhiac
- 1876-1887 : Joseph Caverot
- 1887-1893 : Joseph-Alfred Foulon
- 1893-1912 : Pierre-Hector Coullié
- 1912-1916 : Hector-Irénée Sévin
- 1916-1936 : Louis-Joseph Maurin
- 1937-1965 : Pierre-Marie Gerlier
- 1965-1967 : Jean-Marie Villot
- 1967-1981 : Alexandre-Charles Renard
- 1981-1994 : Albert Decourtray
- 1995-1998 : Jean Marie Julien Balland
- 1998-2002 : Louis-Marie Billé
- 2002-2020 : Philippe Barbarin
- sinds 2020: Olivier Jacques Marie de Germay de Cirfontaine